# Regina Let's Go!
"Regina Let's Go!" é uma canção da banda de rock brasileira CPM 22, lançada como o primeiro single de seu segundo álbum de estúdio, CPM 22 (2001). Considerada um hit na época, ficando popular nas rádios, é uma regravação da canção homônima de seu álbum independente, A Alguns Quilômetros de Lugar Nenhum (2000). É considerada uma das músicas mais clássicas da banda. Um videoclipe foi feito para a canção e incluído no DVD O Vídeo (1995 a 2003).

## Composição
"Regina Let's Go!" foi a primeira música composta por Badauí após a segunda demo tape do CPM 22, lançada em 1998. O vocalista disse que namorava uma mulher chamada Roberta e, quando terminou com ela, escreveu a letra da música no mesmo dia. Wally, o guitarrista da banda, a chamava de "Regina" como piada, portanto surgindo o nome "Regina Let's Go!". Segundo Wally, o baixista Portoga teve a ideia principal dos riffs e, depois, a banda inteira trabalhou na música. Em comparação à versão do álbum independente A Alguns Quilômetros de Lugar Nenhum (2000), foram adicionados violões, pois a banda gostou da ideia de mesclar hardcore com folk music.

## Créditos
Com base no encarte do CD de CPM 22.
CPM 22
- Badauí: vocal
- Wally: guitarra
- Luciano Garcia: guitarra
- Portoga: baixo
- Japinha: bateria

## Prêmios e indicações
| Ano  | Organização            | Categoria            | Resultado | Ref.  |
| ---- | ---------------------- | -------------------- | --------- | ----- |
| 2002 | MTV Video Music Brasil | Edição em Videoclipe | Indicado  | [ 8 ] |